# Ravages (roman)
Pour le roman de Barjavel, voir Ravage.
Pour le documentaire, voir Ravages.
Ravages est un roman français écrit en 1955 par Violette Leduc et publié chez Gallimard.

## Historique de publication
C'est dans une version tronquée par rapport au roman que Violette Leduc avait imaginé que parait pour la première fois Ravages en 1955 chez Gallimard. Entre autres censures, la première partie de l’œuvre, qui s'attache à décrire les amours de Thérèse et une de ses camarades d'internat, Isabelle, a en effet été coupée du livre. Si, intégrés à La Bâtarde, des passages de cette partie refont surface en 1964, il faut attendre 1966 et la publication de Thérèse et Isabelle pour que ce récit soit connu du grand public — dans une version « édulcorée », néanmoins. Pour une version « fidèle », il faut ainsi attendre 2000 et la nouvelle édition établie par Carlo Jansiti, biographe de Violette Leduc. Ce n'est toutefois qu'en novembre 2023 que parait pour la première fois une édition augmentée de Ravages, qui donne à lire une version du roman se voulant la plus proche du projet originel de son autrice. Au-delà de l'épisode « Thérèse et Isabelle », cette nouvelle édition de Ravages réintègre d'autres passages censurés, à propos notamment de l'avortement de Thérèse, qui jusque-là restaient inédits.